# Maison Lutsch (Sibiu)
La maison Lutsch (en roumain Casa Lutsch, en allemand Das Lutsch Haus) est un monument situé sur la Grand-Place de Sibiu, et elle est le siège du Forum démocratique des Allemands de Roumanie.